# 前16年
| 千纪： | 前1千纪 |
| 世纪： | 前2世纪 \| 前1世纪 \| 1世纪                                                                                |
| 年代： | 前40年代 \| 前30年代 \| 前20年代 \| 前10年代 \| 前0年代 \| 0年代 \| 10年代                                 |
| 年份： | 前21年 \| 前20年 \| 前19年 \| 前18年 \| 前17年 \| 前16年 \| 前15年 \| 前14年 \| 前13年 \| 前12年 \| 前11年 |
| 纪年： | 西汉永始元年                                                                                               |

## 大事记
- 中国
  - 王莽被封为新都侯。
  - 汉成帝立赵飞燕为皇后，封赵合德为昭仪。
- 古罗马
  - 罗马人在摩泽尔河畔建立城市特里尔。

## 出生
- 竇融

## 逝世
- 孝宣王皇后，漢宣帝第三任皇后，漢元帝養母。